# Live (X Cert)
Live (X Cert) – pierwszy oficjalny album koncertowy brytyjskiego zespołu punkrockowo nowofalowego The Stranglers.

## Krótki opis
Utwory zostały zarejestrowane w latach 1977–78. Na rynku ukazał się 21 stycznia 1979 roku nakładem wytwórni United Artists. Producentem płyty był Martin Rushent. Album zajął 7. miejsce na brytyjskiej liście sprzedaży. W Japonii w 1979 roku ukazała się limitowana edycja winylowa z alternatywną okładką oraz dołączonym dodatkowym singlem 7" z utworami: „Peasant in the Big Shitty” (nagrany w Nashville 10 grudnia 1976) oraz „In the Shadows” (nagrany w Hope & Anchor 22 listopada 1977). Te same utwory znalazły się na pierwszej edycji CD z 1988 roku jako bonusy. Ponadto znalazły się na singlu 7" dodawanym do pierwszych egzemplarzy albumu Rattus Norvegicus. W 1979 wydano też wersję analogową picture disc.

## Spis utworów

### wersja winylowa 1979
Strona A
| 1. | „(Get A) Grip (On Yourself)” | 3:46  |
|    |                              |       |
| 2. | „Dagenham Dave”              | 3:12  |
|    |                              |       |
| 3. | „Burning Up Time”            | 2:35  |
|    |                              |       |
| 4. | „Dead Ringer”                | 3:24  |
|    |                              |       |
| 5. | „Hanging Around”             | 4:09  |
|    |                              |       |
| 6. | „I Feel Like a Wog”          | 3:27  |
|    |                              |       |
|    |                              | 20:33 |
|    |                              |       |
Strona B
| 1. | „Straighten Out”                                      | 2:50  |
|    |                                                       |       |
| 2. | „Curfew”                                              | 3:50  |
|    |                                                       |       |
| 3. | „Do You Wanna?” / „Death and Night and Blood (Yukio)” | 5:35  |
|    |                                                       |       |
| 4. | „5 Minutes”                                           | 4:12  |
|    |                                                       |       |
| 5. | „Go Buddy Go”                                         | 5:39  |
|    |                                                       |       |
|    |                                                       | 22:06 |
|    |                                                       |       |
- Utwór A5 nagrano w The Roundhouse, czerwiec 1977 r.
- Utwory A1, A2, A3, A6, B1, B4 nagrano w The Roundhouse, 5 listopada 1977 r.
- Utwór A4 nagrano w The Roundhouse 6 listopada 1977 r.
- Utwór B2, B3, B5 nagrano w Battersea Park, 5 września 1978 r.

### wersja CD 2006
1. „(Get a) Grip (on Yourself)”
2. „Dagenham Dave”
3. „Burning up Time”
4. „Dead Ringer”
5. „Hanging Around”
6. „Feel Like a Wog”
7. „Straighten Out”
8. „Curfew”
9. „Do You Wanna?”
10. „Death And Night And Blood (Yukio)”
11. „5 Minutes”
12. „Go Buddy Go”

Bonusy:
1. „Peasant in the Big Shitty”
2. „In the Shadows”
3. „Sometimes”
4. „Mean to Me”
5. „London Lady”
6. „Goodbye Toulouse”
7. „Hanging Around”

## Muzycy
- Jean-Jacques Burnel – gitara basowa, śpiew
- Hugh Cornwell – gitara, śpiew
- Dave Greenfield – instrumenty klawiszowe, śpiew
- Jet Black – perkusja